# Cordillera Sentinel
La cordillera Sentinel es la mayor cordillera entre las situadas al norte del glaciar Minnesota y forma la mitad norte de los montes Ellsworth en la Antártida. La cordillera está orientada de norte-noroeste al sursureste y se extiende a lo largo de 185 km con una anchura de 48 km. Muchos de sus picos se elevan por encima de los 4.000 m y en el macizo Vinson se alcanzan los 4.897 m, en la parte sur de la cordillera, siendo la mayor elevación del continente.

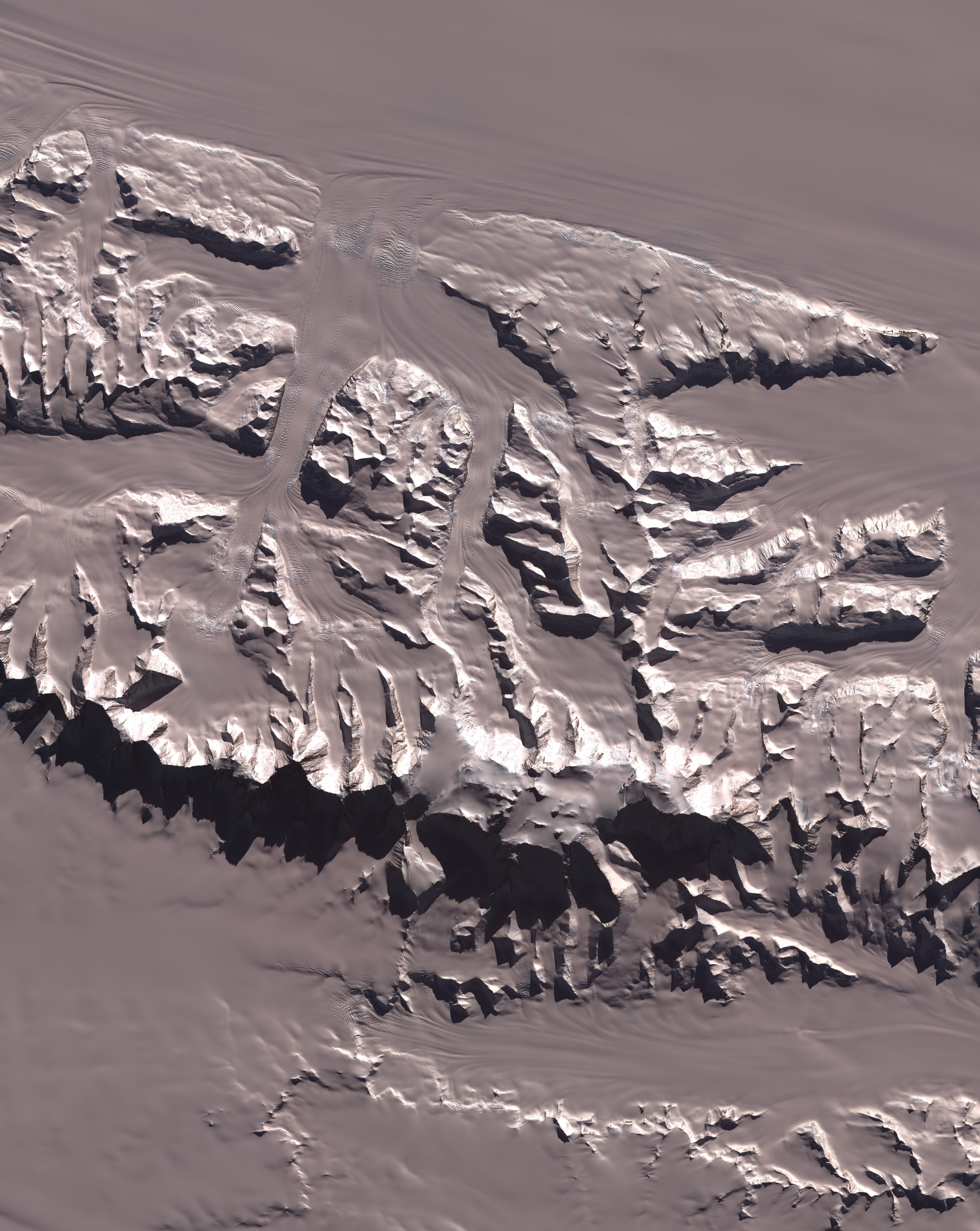
El macizo Vinson, que forma parte de la cordillera Sentinel, visto desde el espacio, fotografía de la NASA.

La cordillera fue avistada y fotografiada por primera vez desde el aire, ocurrió el 23 de noviembre de 1935, durante un vuelo realizado por el explorador norteamericano Lincoln Ellsworth, este trabajo se le reconoció como muy importante dado que la cordillera es uno de los puntos de referencia más significativos de la zona. La cordillera fue visitada y parcialmente explorada y cartografiada en enero de 1958 por los miembros del equipo que realizó la travesía de la Tierra de Marie Byrd liderado por Charles R. Bentley. La cordillera fue cartografiada completamente por el USGS a partir de las fotografías aéreas tomadas por la Marina de los Estados Unidos durante los años 1958-1961.

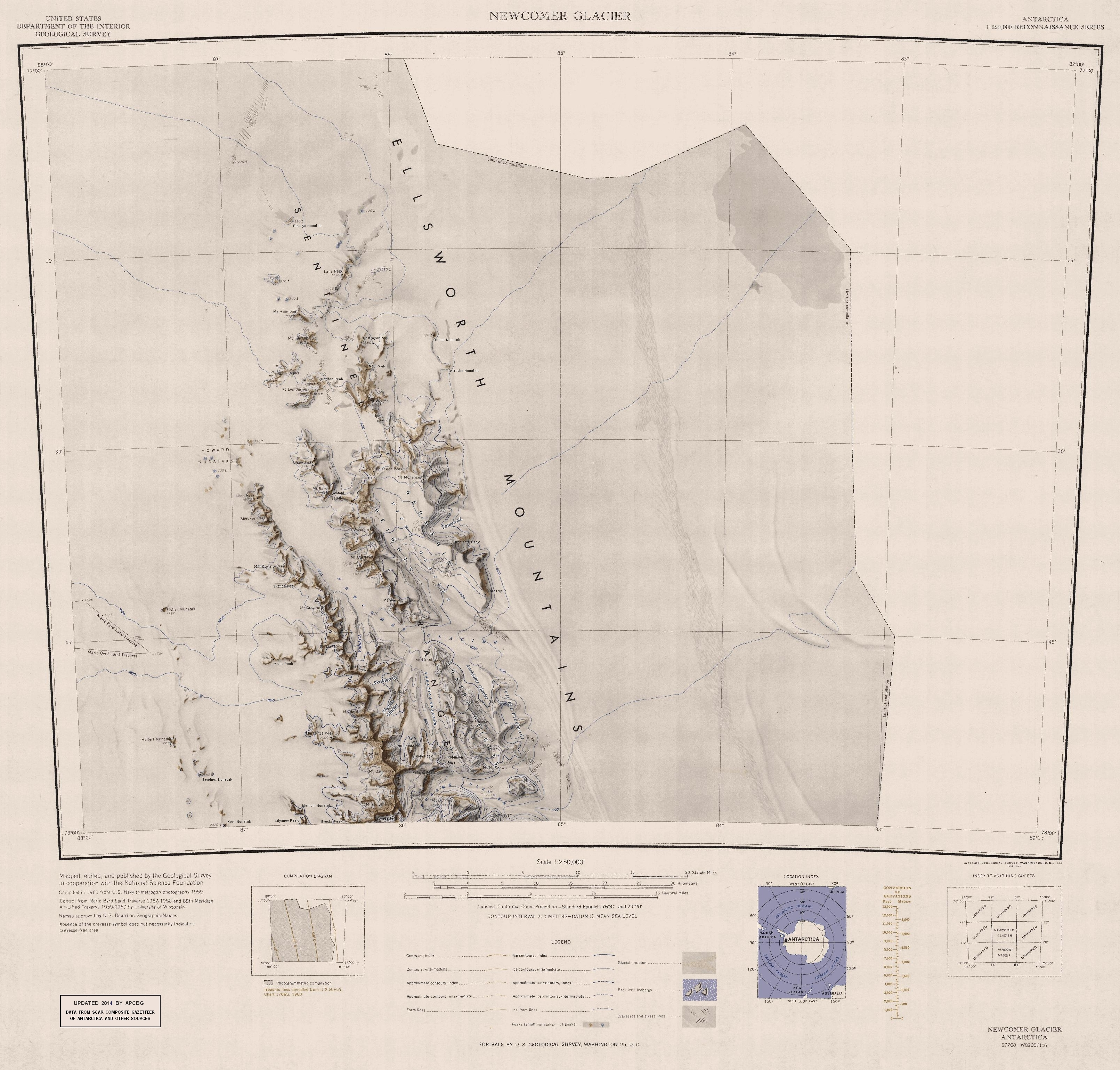
Cordillera Sentinel del Norte, mapa USGS
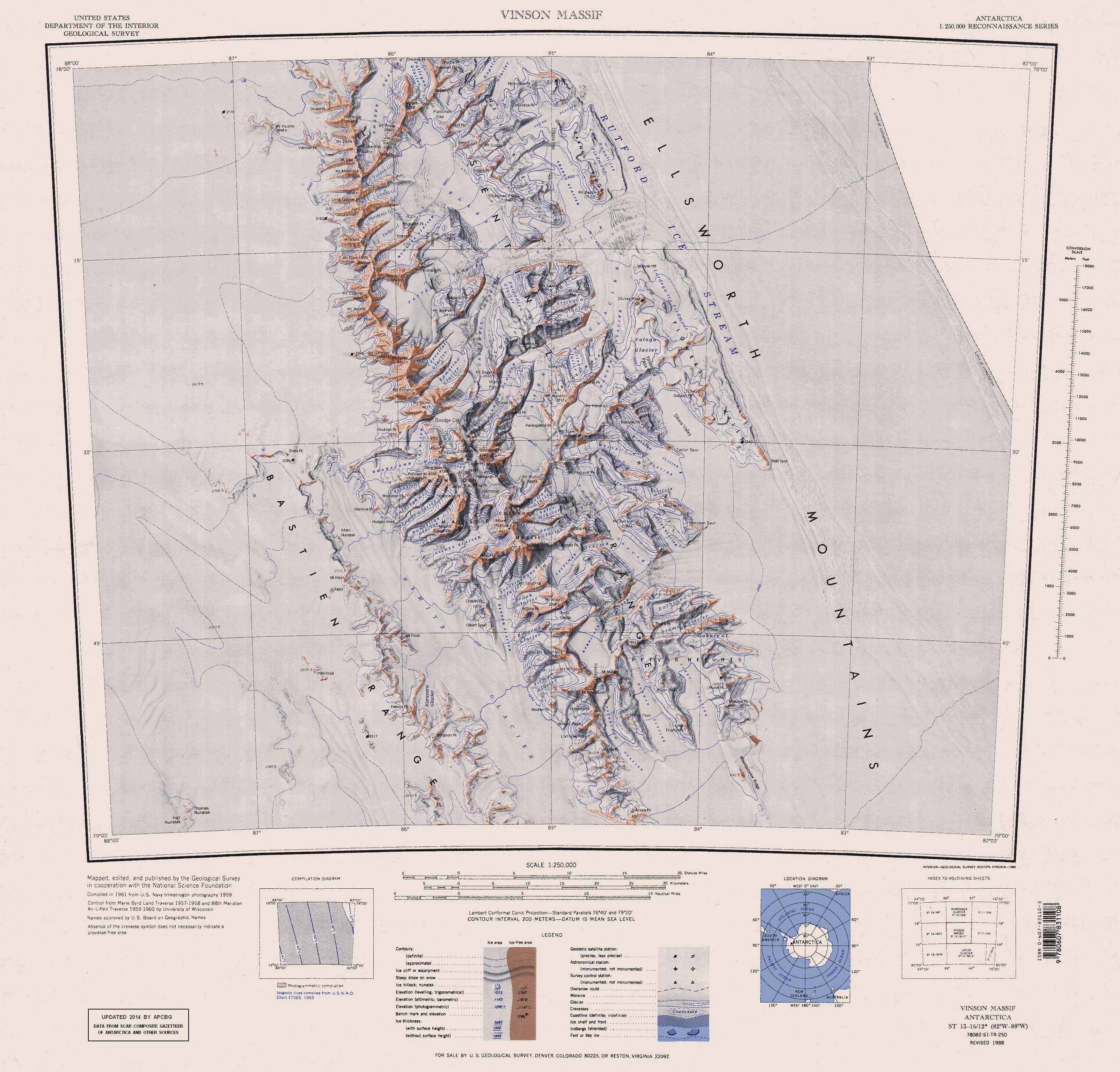
Cordillera Sentinel central y meridional, mapa USGS